# 라몬 세션스

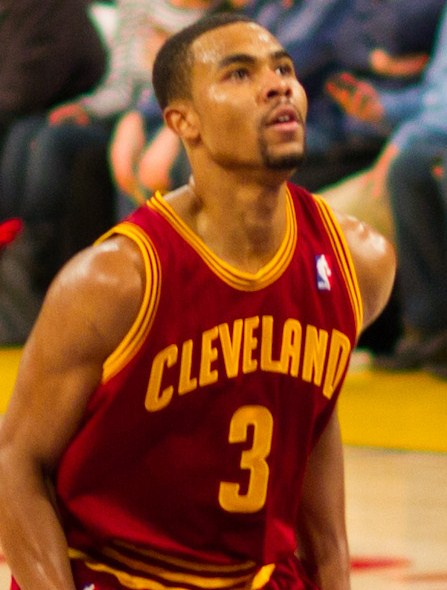

라몬 세션스(Ramon Sessions, 1986년 4월 11일 ~ )는 미국의 전직 프로 농구 선수이다. 네바다에서 3년 동안 대학 농구를 했으며, 신입 선수로서 WAC 올 뉴커머 팀을, 주니어로 2팀 올-WAC를 획득했다. 2007년 NBA 드래프트에서 전체 56순위로 밀워키 벅스에 지명되었고 이후 NBA 저니맨이 되어 11년 동안 8개의 프랜차이즈에서 시간을 보냈다. 2018년에 처음으로 해외 경기를 위해 이스라엘로 이주했다.

## 프로 경력
- 밀워키 벅스 (2007-2009)
- 미네소타 팀버울브스 (2009-2010)
- 클리블랜드 캐벌리어스 (2010-2012)
- 로스앤젤레스 레이커스 (2012)
- 샬럿 밥캣츠 (2012-2014)
- 밀워키에서 두 번째 활동(2014)
- 새크라멘토 킹스 (2014-2015)
- 워싱턴 위저즈 (2015~2016)
- 샬럿 호네츠 (2016-2017)
- 뉴욕 닉스(2017~2018)
- 워싱턴으로 복귀 (2018)
- 마카비 텔아비브 (2018)